# Lacipa ostra
Lacipa ostra is een vlinder uit de familie spinneruilen (Erebidae), onderfamilie donsvlinders (Lymantriinae). De wetenschappelijke naam van deze soort is voor het eerst geldig gepubliceerd in 1903 door Swinhoe.
De soort komt voor in tropisch Afrika.